# Tāne Mahuta

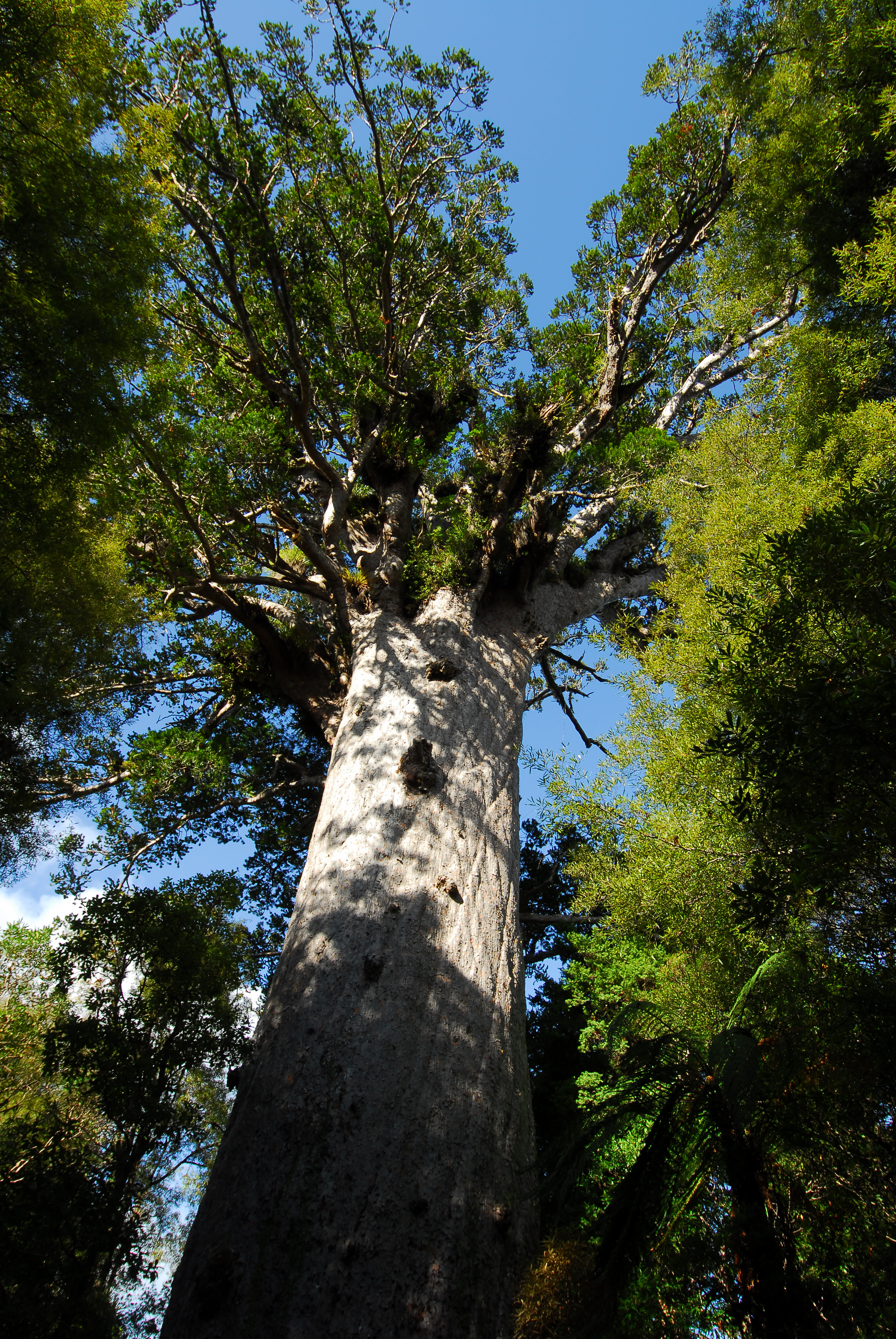
Tāne Mahuta

Tāne Mahuta ist ein Neuseeländischer Kauri-Baum (Agathis australis) aus der Familie der Araukariengewächse.

## Beschreibung
Der Baum ist mit 51,2 m der größte bekannte Kauri-Baum und der größte Baum Neuseelands. Sein Umfang in Bodennähe beträgt 13,77 m, was einem Durchmesser von knapp 4,4 m entspricht. Die Stammhöhe vom Erdboden bis zum Kronenansatz beträgt 17,68 m, das Stamm-Volumen 244,5 m³. Erst in 18 m Höhe weist der Baum Äste auf.
Der mit Epiphyten reich bewachsene Tāne Mahuta befindet sich im Waipoua Forest in der Region Northland auf der Nordinsel und wurde 1928 durch Nicholas Yakas bei Straßenbauarbeiten entdeckt. Der Name des Baumes stammt aus der Sprache der Māori und ist nach dem gleichnamigen Gott des Waldes Tāne benannt. Noch heute ist der Baum den Māori heilig (auf deren Grund er steht) und es wird als Entweihung betrachtet, wenn Außenstehende ihn berühren. Das Alter des Baums ist nicht bekannt; Schätzungen gehen von bis zu 2000 Jahren aus. 2019 wurden Untersuchungen zur Vitalität durchgeführt, da die Kauris von der lebensgefährlichen Wurzelfäule (Phytophthora) bedroht werden.

## Baumpartnerschaft
Im April 2009 wurde im Wald des Tāne Mahuta eine vermutlich weltweit erste Baum-Partnerschaft mit der japanischen Sicheltanne Jōmon Sugi von der Insel Yakushima geschlossen. Das Alter der Sicheltanne Jōmon Sugi wird auf etwa 5000 Jahre geschätzt.